# Luka z (z)godbo
Luka z (z)godbo je album Luke Einfalta in Godbe Domžale, ki je izšel na glasbeni CD plošči leta 2018 pri Dream Studiu Krt.

## O albumu
Album Luka z (z)godbo je prejemnik priznanja najboljše zgoščenke v letu 2018, ki ga podeljuje Zveza slovenskih godb.
Predstavitveno besedilo na ovitku je prispeval solist Luka Einfalt.

## Seznam posnetkov
| CD              | CD                                         | CD                     | CD                    | CD      |
| Št.             | Naslov                                     | Glasba                 | Priredba              | Dolžina |
| --------------- | ------------------------------------------ | ---------------------- | --------------------- | ------- |
| 1.              | „Variations‟                               | A. L. Webber           | P. Graham, M. Orlač   | 7:16    |
| 2.              | „Fantasie brillante‟                       | J.-B. Arban            | D. Hunserberger       | 10:13   |
| 3.              | „Ave Maria‟                                | A. Piazzolla           | M. Mozetič            | 5:50    |
| 4.              | „Ljubezen in hrepenenje‟                   | V. Ovsenik, S. Avsenik | F. Kuharič            | 3:01    |
| 5.              | „Andante et allegro‟                       | J. G. Ropartz          | D. Marlatt            | 5:58    |
| 6.              | „Oblivion‟                                 | A. Piazzolla           | M. Mozetič            | 3:27    |
| 7.              | „Beneški karneval‟                         | J.-B. Arban            | L. Leško, V. Štrucl   | 8:44    |
| 8.              | „Bariton polka‟                            | I. Podpečan            | V. Štrucl             | 4:00    |
| 9.              | „Kaj ti je, deklica‟                       |                        | M. Mozetič            | 4:02    |
| 10.             | „Gottfried auf reisen‟                     | H. Lener               | R. Seifert-Kressbronn | 3:51    |
| 11.             | „Valse brillante‟ (Sounds from the Hudson) | H. L. Clarke           | L. Einfalt            | 8:27    |
| 12.             | „Una furtiva lagrima‟                      | G. Donizzetti          | T. Wyss               | 4:33    |
| 13.             | „Bolivar‟                                  | E. Cook                | I. Zugrov             | 3:31    |
| Skupna dolžina: | Skupna dolžina:                            | Skupna dolžina:        | Skupna dolžina:       | 72:53   |

## Sodelujoči

### Solist
- Luka Einfalt – evfonij in tenorski krilni rog (na posnetkih 10 in 13)

### Godba Domžale
- Damjan Tomažin – dirigent

### Pihalni sekstet
igra na posnetku 3
- Annemarie Glavič – flavta
- Polona Mežnar – flavta
- Jana Per – oboa
- Gorazd Majdič – klarinet
- Blaž Knez – klarinet
- Peter Stadler – fagot

### Saksofonski kvartet in vibrafon
igra na posnetku 6
- Andrej Omejc – sopranski saksofon
- Peter Stadler – altovski saksofon
- Betka Bizjak Kotnik – tenorski saksofon
- Matej Primožič – baritonski saksofon
- Aleksander Simionov – vibrafon

### Trobilni kvintet
igra na posnetku 9
- Daniel Savnik – trobenta
- Matevž Zlatnar – trobenta
- Mihael Kozjek – rog
- Andraž Gnidovec – pozavna
- Urh Štempihar Jazbec – tuba

### Pihalni kvintet
igra na posnetku 11
- Annemarie Glavič – flavta
- Jana Per – oboa
- Gorazd Majdič – klarinet
- Mihael Kozjek – rog
- Peter Stadler – fagot

### Produkcija
- Marko Mozetič – producent
- Damjan Tomažin – producent
- Luka Einfalt – producent
- Dominik Krt – producent, snemanje in oblikovanje zvoka
- Klara Cerar (KlarART oblikovanje) – zasnova in oblikovanje